# علیخان کندی
علیخان کندی یک روستا در ایران است که در دهستان قشلاق شرقی شهرستان بیله‌سوار واقع شده‌است. علیخان کندی ۴۶ نفر جمعیت دارد.